# Maja Erkič
Maja Erkič (ur. 13 maja 1985 w Slovenj Gradcu) – słoweńska koszykarka, występująca na pozycji niskiej skrzydłowej, reprezentantka kraju.

## Osiągnięcia
Stan na 27 kwietnia 2025, na podstawie, o ile nie zaznaczono inaczej.

### Drużynowe
- Mistrzyni:
  - Włoch (2011)
  - Słowenii (2005, 2006, 2015)[3][4]
- Wicemistrzyni:
  - Hiszpanii (2013)
  - Słowenii (2007)
  - Włoch (2012)
  - Węgier (2017, 2018)[5]
- Zdobywczyni pucharu:
  - Hiszpanii (2013)[6]
  - Włoch (2009, 2011, 2016)
  - Słowenii (2005–2007, 2015)[4]
  - Węgier (2018)
- Finalistka:
  - Pucharu Włoch (2012)
  - Superpucharu Włoch (2010, 2015)[7]
- Uczestniczka rozgrywek:
  - Euroligi (2010–2013, 2017/2018)
  - FIBA Europe Cup/Eurocup (2003/2004, 2005–2007, 2017/2018)

### Indywidualne
(* – nagrody przyznane przez portal eurobasket.com)
- MVP:
  - sezonu ligi węgierskiej (2017)*[5]
  - pucharu:
    - Słowenii (2007)
    - Włoch (2009)
- Zaliczona do*:
  - I składu:
    - ligi:
      - słoweńskiej (2006)[3]
      - węgierskiej (2017)[5]

    - zawodniczek krajowych ligi słoweńskiej (2006)[3]
    - defensywnego ligi słoweńskiej (2006)[3]

  - II składu ligi słoweńskiej (2015)[4]

### Reprezentacja
Seniorska
- Uczestniczka:
  - mistrzostw Europy:
    - 2017 – 14. miejsce
    - dywizji B (2005, 2009, 2011)

  - kwalifikacji do Eurobasketu (2003, 2007, 2013, 2015, 2017)

Młodzieżowe
- Uczestniczka:
  - mistrzostw Europy:
    - U–18 (2002 – 10. miejsce)
    - U–20 dywizji B (2005 – 4. miejsce)

  - kwalifikacji do Eurobasketu:
    - U–20 (2004)
    - U–16 (2000, 2001)